# Condado de Fogaras
Fogaras fue un condado administrativo del Reino de Hungría. Su territorio se encuentra ahora en el centro de Rumania (sureste de Transilvania). La capital del condado era Fogaras (actual Făgăraș).

## Geografía
El Condado de Fogaras compartía fronteras con Rumania y los condados húngaros de Szeben, Nagy-Küküllő y Brassó. El río Olt formó la mayor parte de su frontera norte. La cresta de los montes Cárpatos del sur forma su límite meridional. Su superficie era de 2433 km² alrededor de 1910.

## Historia
La región de Fogaras fue una entidad territorial administrativa del Reino de Hungría desde el siglo XV. El Condado de Fogaras se formó en 1876, cuando se cambió la estructura administrativa de Transilvania. En 1920, por el Tratado de Trianón, el condado pasó a formar parte de Rumania. Su territorio se encuentra en los actuales distritos rumanos Braşov y Sibiu (la parte más occidental).

## Demografía

### 1900
En 1900, el condado tenía una población de 92 801 personas y estaba compuesto por las siguientes comunidades lingüísticas:
Total:
- Rumano: 83 445 (89,9%)
- Húngaro: 5 159 (5,6%)
- Alemán: 3 627 (3,9%)
- Eslovaco: 32 (0,0%)
- Ruteno: 5 (0,0%)
- Serbio: 3 (0,0%)
- Croata: 1 (0,0%)
- Otro o desconocido: 529 (0,6%)

Según el censo de 1900, el condado estaba compuesto por las siguientes comunidades religiosas:
Total:
- Cristianos ortodoxos: 60 222 (64,9%)
- Griegos católicos: 23 850 (25,7%)
- Luteranos: 2 737 (2,9%)
- Católicos: 2 454 (2,7%)
- Calvinistas: 2 225 (2,4%)
- Judíos: 873 (0,9%)
- Unitarios: 437 (0,5%)
- Otros o desconocidos: 5 (0,0%)

### 1910

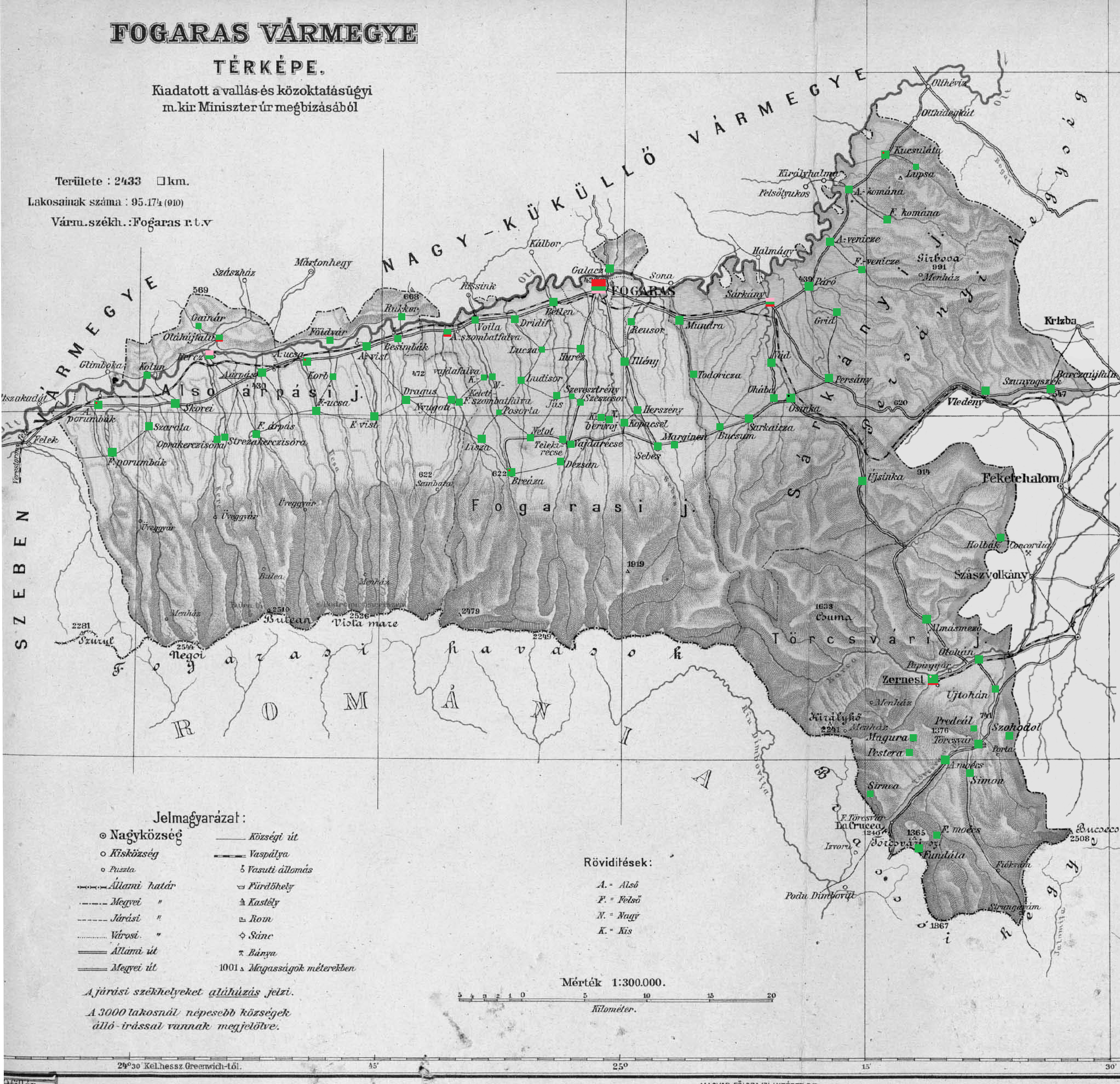
Mapa étnico del condado con datos del censo de 1910 (ver la clave en la descripción).

En 1910, el condado tenía una población de 95 174 personas y estaba compuesto por las siguientes comunidades lingüísticas:
Total:
- Rumano: 84 436 (88,7%)
- Húngaro: 6 466 (6,8%)
- Alemán: 3 236 (3,4%)
- Eslovaco: 55 (0,0%)
- Serbio: 3
- Croata: 5
- Ruteno: 20
- Otro o desconocido: 953 (1,0%)

Según el censo de 1910, el condado estaba compuesto por las siguientes comunidades religiosas:
Total:
- Griegos ortodoxos: 61 881 (65,0%)
- Griegos católicos: 23 651 (24,8%)
- Católicos: 3 024 (3,2%)
- Luteranos: 2 768 (2,9%)
- Calvinistas: 2 441 (2.6%)
- Judíos: 905 (1,0%)
- Unitarios: 482 (0.5%)
- Otros o desconocidos: 22 (0.0%)

## Subdivisiones
A principios del siglo XX, las subdivisiones del Condado de Fogaras eran:
| Distritos (járás)                           | Distritos (járás)          |
| Distrito                                    | Capital                    |
| ------------------------------------------- | -------------------------- |
| Alsóárpás                                   | Alsóárpás, (Arpaşu de Jos) |
| Fogaras                                     | Fogaras, (Făgăraş)         |
| Sárkány                                     | Sárkány, (Şercaia)         |
| Törcsvár                                    | Zernest, (Zărneşti)        |
| Distritos urbanos (rendezett tanácsú város) |                            |
| Fogaras, (Făgăraş)                          |                            |